# Lotnictwo myśliwsko-bombowe
Lotnictwo myśliwsko-bombowe – rodzaj lotnictwa bojowego, wyposażony w samoloty o cechach samolotów lotnictwa myśliwskiego, mogące zabierać znaczny ładunek bomb. Mają one pokaźny zasięg (ok. 1000 km) i są przeznaczone do zwalczania celów w strefie operacyjnej i dalszej taktycznej - głównie ruchomych. Do zwalczania celów naziemnych (morskich) może wykorzystywać pociski rakietowe, bomby klasyczne i jądrowe oraz broń pokładową. Samoloty lotnictwa myśliwsko-bombowego (bez ładunku bomb) mogą być użyte jako samoloty myśliwskie do zwalczania celów powietrznych lub wykonywania zadań rozpoznania.

## Polskie jednostki lotnictwa myśliwsko-bombowego
W czasie II wojny światowej pododdziałem lotnictwa myśliwsko-bombowego Polskich Sił Powietrznych w Wielkiej Brytanii był 305 Dywizjon Bombowy Ziemi Wielkopolskiej im. Marszałka Józefa Piłsudskiego uzbrojony w samoloty Mosquito FB VI.
Po wojnie w polskich Wojskach Lotniczych funkcjonowały dywizje i pułki lotnictwa myśliwsko-bombowego:
- 2 Brandenburska Dywizja Lotnictwa Myśliwsko-Bombowego
- 3 Brandenburska Dywizja Lotnictwa Myśliwsko-Bombowego
- 3 Pomorski Pułk Lotnictwa Myśliwsko-Bombowego
- 6 Pułk Lotnictwa Myśliwsko-Bombowego
- 7 Pułk Lotnictwa Myśliwsko-Bombowego Marynarki Wojennej
- 8 Pułk Lotnictwa Myśliwsko-Bombowego
- 21 Pułk Lotnictwa Myśliwsko-Bombowego
- 40 Pułk Lotnictwa Myśliwsko-Bombowego
- 45 Pułk Lotnictwa Myśliwsko-Bombowego